# فن زی یی
فن زی یی (انگلیسی: Fan Zhiyi؛ زادهٔ ۲۲ ژانویهٔ ۱۹۷۰) یک بازیکن فوتبال اهل جمهوری خلق چین است.